# Barton Hills (Míchigan)
Barton Hills es una villa ubicada en el condado de Washtenaw en el estado estadounidense de Míchigan. En el censo de 2010 tenía una población de 294 habitantes y una densidad poblacional de 151,35 personas por km².

## Geografía
Barton Hills se encuentra ubicada en las coordenadas 42°19′00″N 83°45′21″O / 42.31667, -83.75583. Según la Oficina del Censo de los Estados Unidos, Barton Hills tiene una superficie total de 1.94 km², de la cual 1.94 km² corresponden a tierra firme y (0%) 0 km² es agua.

## Demografía
Según el censo de 2010, había 294 personas residiendo en Barton Hills. La densidad de población era de 151,35 hab./km². De los 294 habitantes, Barton Hills estaba compuesto por el 88.1% blancos, el 1.02% eran afroamericanos, el 0% eran amerindios, el 6.8% eran asiáticos, el 0% eran isleños del Pacífico, el 1.7% eran de otras razas y el 2.38% pertenecían a dos o más razas. Del total de la población el 5.78% eran hispanos o latinos de cualquier raza.